# Disa aconitoides
Disa aconitoides är en orkidéart som beskrevs av Otto Wilhelm Sonder. Disa aconitoides ingår i släktet Disa och familjen orkidéer.

## Underarter
Arten delas in i följande underarter:
- D. a. aconitoides
- D. a. concinna
- D. a. goetzeana